# Bakllama
Bakllama (albanisch, unbestimmte Form bakllamë) ist eine dreisaitige Langhalslaute mit einem birnenförmigen Korpus, die im südöstlichen Albanien in der Gegend von Korça solistisch oder seit Anfang des 20. Jahrhunderts in kleinen Ensembles gespielt wird. Name und Form gehen wie bei der verwandten griechischen baglamas auf die zur Familie der saz gehörende türkische bağlama zurück.  Unter den Tosken in Südalbanien wurde die bakllama in der zweiten Hälfte des 20. Jahrhunderts weitgehend durch die Kurzhalslaute llauta mit vier Doppelsaiten ersetzt. Zwei städtische Popularmusikstile um Korça, in denen die bakllama verwendet wird, sind das instrumentale Ensemble saze und këngë korçare („Korça-Lieder“).

## Herkunft und Verbreitung

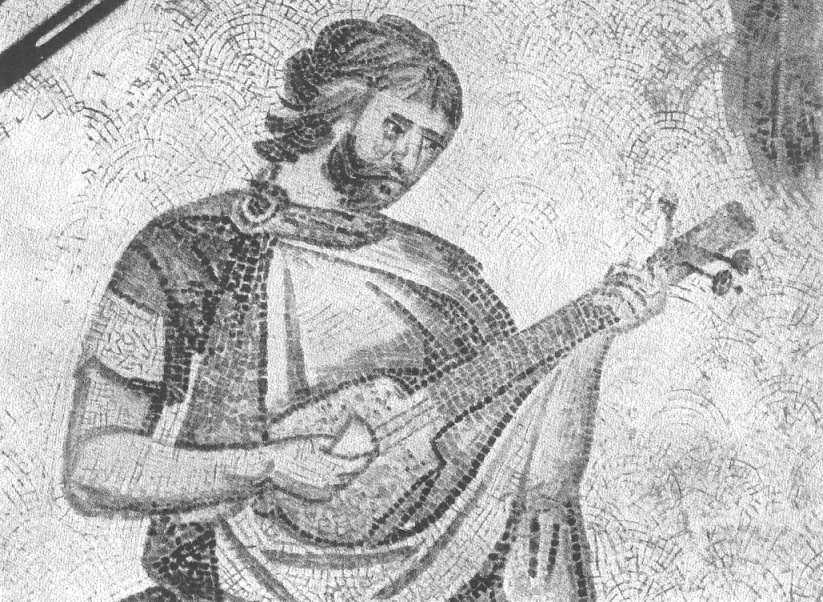
Pandoura mit drei Saiten und möglicherweise einer Pergamentdecke. Byzantinisches Mosaik aus dem Großen Palast in Konstantinopel, 6. Jahrhundert. Foto des Ausgräbers Robert B. K. Stevenson, 1935–1938.

Šargija mit drei Doppelsaiten

Das Wort bakllama, türkisch bağlama, geht als Verbalsubstantiv auf bağlamak, „binden, zusammenschließen“ zurück und bezieht sich auf die bei der türkischen Langhalslaute früher aus Schafsdarm bestehenden Bünde, die verschiebbar um den Hals gebunden waren. Vermutlich erstmals wird der Instrumentenname bağlama in der musikhistorischen Schrift Essai sur la musique ancienne et moderne von 1780 des französischen Komponisten Jean-Benjamin de La Borde (1734–1794) erwähnt. In der Türkei ist die übergeordnete Bezeichnung für bağlama und andere Langhalslauten saz. Das persisch-türkische Wort saz (zunächst „Musikinstrument“) bezeichnet in der albanischen Form saze im Norden des Landes eine Langhalslaute und im Süden einen Ensembletyp der städtischen Volksmusik. Einige weitere türkische Namen, die im Verlauf der osmanischen Herrschaft über Albanien vom 15. Jahrhundert bis 1912 in den musikalischen Wortschatz der Albaner gelangten, sind buzuq von türkisch bozuq für eine Langhalslaute und arabisch ud für eine Kurzhalslaute. Beide Lauten wurden wie auch die bakllama ab Anfang des 20. Jahrhunderts von europäischen Saiteninstrumenten (Gitarre, Violine oder Mandoline) zur Begleitung der neuen städtischen Liedgattung këngë qytetare in den Hintergrund gedrängt. Dagegen ist die zweisaitige çiftelia (türkisch etwa „zwei Saiten“) mit einem schlanken Korpus und mit Bünden heute die beliebteste albanische Langhalslaute. Zur Liedbegleitung in Nordalbanien wird auch die dreisaitige sharki mit einem etwas größeren Korpus verwendet. Die sharki ist eine Variante der in den Nachbarländern auf dem Balkan gespielten šargija und ist namentlich von türkisch şarkı abgeleitet, einer Form des klassischen osmanischen Kunstliedes.
Langhalslauten sind seit dem 3. Jahrtausend v. Chr. in Mesopotamien und seit dem 2. Jahrtausend v. Chr. in Zentralasien und im Kaukasus belegt. Ihr Verbreitungsgebiet erstreckt sich von Indien im Osten über die genannten Regionen und die Länder der Levante bis auf den Balkan im Westen. Aus der 18. Dynastie in Ägypten (um 1550 – um 1300 v. Chr.) ist eine zweisaitige Langhalslaute mit einem kleinen runden Korpus aus einem Schildkrötenpanzer erhalten. Eine in dieselbe Zeit datierte Vasenmalerei aus Kreta zeigt ein ähnliches, offenbar von Ägypten übernommenes Instrument in den Händen einer Lautenspielerin. Eine andere Lautenform mit einem taillierten Korpus ist auf einem hethitischen Steinrelief aus Alaca Höyük in Anatolien zu erkennen, das um 1300 v. Chr. entstand. Im antiken Griechenland sind Langhalslauten (pandoura) erst ab dem 4. Jahrhundert v. Chr. von wenigen Abbildungen bekannt. Sie besaßen einen rechteckigen oder ovalen Korpus, einen bundlosen Hals und mindestens drei Saiten. Über das antike Griechenland breiteten sich Langhalslauten bis nach Rom aus, wo sie auf spätrömischen Sarkophagen abgebildet sind. Zwei byzantinische Mosaiken aus dem 5. und 6. Jahrhundert zeigen Langhalslauten vom pandoura-Typ. Die byzantinischen Langhalslauten wurden mit einem Plektrum gespielt.
Im nachfolgenden Osmanischen Reich wurde die Langhalslaute unter der Bezeichnung saz, die summarisch für alle orientalischen Langhalslauten wie bağlama, tanbur, buzuq und çoğur (in Aserbaidschan, vgl. tschonguri) stehen kann, zum Nationalinstrument der Türken, dessen Ursprung in Zentralasien bei der kopuz vermutet wird. Tanbur kann als Typusbezeichnung für orientalische Langhalslauten verwendet werden. Speziell saz genannte Langhalslauten sind außer in der Türkei in Aserbaidschan, Armenien, unter den städtischen Muslimen von Bosnien und Herzegowina (saz, polusaz) und in Albanien (saze) verbreitet. Ihr tiefer birnenförmiger Korpus, den auch die bakllama kennzeichnet, unterscheidet sie von der pandoura der griechischen Antike und des byzantinischen Mittelalters mit einem annähernd rechteckigen Korpus. Ein anderes spezifisches Gestaltungselement des Korpus ist ein tiefer runder Boden, der auf einen ausgeprägten Bootskiel in der Mitte zuläuft. Diese Form ist auf einem griechischen Marmorrelief einer Lautenspielerin aus Mantineia auf dem Peloponnes angedeutet, das zwischen 375 und 300 v. Chr. datiert wird und stilistisch vermutlich in die späte klassische Zeit gehört. Die Lautenspielerin verkörpert eine der neun Musen und ist mit ihrem Instrument einzigartig für das griechische Festland. Einen solchen kielförmigen Boden besitzt auch der rechteckige Korpus der griechischen Leier kithara. Ein kielförmiger Boden gilt als eine ältere Tradition der saz, die um Gaziantep im Südosten der Türkei unter dem Namen balık sırtı („Fischrücken“) gebaut wird und auch bei manchen Langhalslauten in Zentralasien vorkommt. 
In Albanien besitzen die sharki und die çiftelia einen ausgeprägten kielförmigen Boden. Die sharki (mit der verwandten šargija), die çiftelia (qifteli, auch karadyzen) und die mazedonische tambura mit der verwandten bozuq in Nordmazedonien und mit der bakllama bilden drei Typen von Langhalslauten auf dem Balkan. Langhalslauten wurden frühestens nach dem 12. Jahrhundert während des ausgehenden Byzantinischen Reichs oder im Osmanischen Reich über Anatolien auf dem Balkan eingeführt. Nach verbreiteter Ansicht kam die Langhalslaute erst mit der Expansion des Osmanischen Reichs im Verlauf des 15. Jahrhunderts mit den Türken auf den Balkan, nur die einsaitige Streichlaute gusle dürfte schon einige Jahrhunderte zuvor auf dem Balkan gespielt worden sein (der Streichbogen wurde ab dem 10. Jahrhundert in Europa verwendet). Dies ist auch die Auffassung der albanischen lahuta-Spieler, die ihr Äquivalent zur serbischen gusle für ein älteres Instrument gegenüber den als „neu“ geltenden Langhalslauten (wie sharki und çiftelia) halten. Es gibt keine Hinweise auf Langhalslauten bei den Slawen auf dem Balkan vor dieser Zeit. In einer Quelle aus dem 15. Jahrhundert werden türkische tambura-Spieler in Sarajevo erwähnt und der französische Geograph Nicolas de Nicolay (1517–1583) beobachtete 1551 auf seiner Reise durch den Balkan nach Istanbul türkische Janitscharen, die tambura spielen lernten. Deutlich mehr Belege über Langhalslauten auf dem Balkan sind seit der Mitte des 18. Jahrhunderts überliefert. Die seit dem 19. Jahrhundert erhaltenen Langhalslauten zeigen eine große Formenvielfalt.

## Bauform

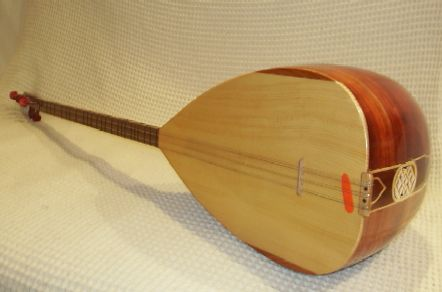
Türkische bağlama

Die bakllama besitzt einen birnenförmigen Korpus, der aus dünnen Holzspänen verleimt ist. Die leicht gewölbte Decke besteht aus Tannenholz und der Korpusboden aus dunklerem Maulbeerbaumholz oder rötlichem Kirschbaumholz. Eine dünne Auflage aus Walnussholz dient als Plektrumschutz. Charakteristisch für alle Langhalslauten der tanbur-Gruppe ist ein langer Hals mit einem schmalen Griffbrett, der bis zu den Wirbeln in gerader Linie verlängert wird.
Die drei einzelnen Stahlsaiten verlaufen über ein Griffbrett mit 11 bis 14 festen Bünden, die früher aus Darm und heute aus Kunststoff angefertigt werden, zu seitenständigen Wirbeln (burgji, heute mit Stimmmechanik). Die türkische bağlama und die kleinere griechische baglamas haben im Unterschied dazu drei doppelchörige Saiten. Die Saitenstimmung ist unterschiedlich, die oberen beiden Saiten werden im Abstand einer Quarte, Quinte oder einer großen Sekunde gestimmt, die tiefste Saite wird wie die mittlere Saite oder eine Oktave tiefer gestimmt. Der Musiker zupft mit einem Plektrum aus Kirschenholz oder einer Truthahnfeder die Melodie wie beim türkischen Instrument überwiegend auf der ersten Saite und gelegentlich auf der mittleren. Auf der unteren Saite ergänzt er einen Bordunton.

## Spielweise
Nach der Unabhängigkeit Albaniens 1912 entwickelten sich die beiden Städte Shkodra im Norden und Korça im Süden zu den führenden Zentren des klassischen Konzertwesens. In Korça entstand darüber hinaus ab dem 19. Jahrhundert ein spezifischer Gesangsstil der traditionellen Popularmusik genannt këngë korçare („Korça-Lieder“). Bis ab der Mitte des 20. Jahrhunderts allmählich die Kurzhalslaute llauta an ihre Stelle trat, wurde die bakllama in der Gegend von Korça überwiegend solistisch, in kleinen saze-Ensembles oder zur Begleitung der këngë korçare verwendet. 
In osmanischer Zeit, bevor Albanien 1912 die Unabhängigkeit erlangte, war die städtische Volksmusik in Albanien ähnlich wie in anderen Regionen auf dem Balkan überwiegend von professionellen Roma-Musikgruppen geprägt, deren Spielweise türkisch-arabische und klassisch-europäische Elemente beinhaltete. Die von Amateuren auf dem Land gespielte Musik basierte dagegen auf lokalen Traditionen. In Südalbanien wurde Mitte des 19. Jahrhunderts die städtische Popularmusik saze eingeführt. Anfang des 20. Jahrhunderts bestanden die Ensembles saze meist aus einer oder zwei Klarinetten (albanisch gërneta) und/oder Violinen, einer llauta (mit birnenförmigem Korpus und mittellangem Hals) und einer großen Rahmentrommel (def oder dajre). Das dem saze entsprechende professionelle Roma-Ensemble in Griechenland heißt seit dem 19. Jahrhundert koumpaneia. Melodisch bediente sich das saze-Ensemble beim traditionellen iso-polyphonen Chorgesang Südalbaniens. Hierbei übernahm die Klarinette den Part des Vorsängers, die Violine antwortende als zweite Solostimme und die Laute produzierte einen Bordunton. Aufnahmen von saze-Musik, die von den 1930er Jahren bis in die 1980er Jahre in Korça produziert wurden, zeigen, dass die beliebtesten Instrumente dieser Ensembles die Hirtenflöte fyell (kaval), Klarinette, Violine, llauta, bakllama und Rahmentrommel waren.
Einer der bekanntesten bakllama-Spieler war Sulejman Bakllamaja (1885–1952). In den 1930er Jahren waren außerdem Alo Qorri, Demka und Demir Telhai populär. Ein in der ersten Hälfte des 20. Jahrhunderts bekanntes saze aus Korça hieß Ciloja me shokët („Ciloja und Freunde“). Eine Auswahl ihres Repertoires wurde Anfang der 1930er Jahre auf Schellackplatten des Labels Odeon veröffentlicht. Sie spielten kaval (fyell), Klarinette (gërneta), Violine, bakllama, llauta und Rahmentrommel (dajre). Neben virtuosen Instrumentalstücken, die regional als kaba und avaze bekannt sind, trug das Ensemble unter ihrem Leiter Cilo Qorri (bürgerlich Vasil Çezmaxhi, 1887–1953) Lieder mit Instrumentalbegleitung in Kneipen, zu Tänzen bei Hochzeiten und bei Festveranstaltungen vor. Cilo Qorri selbst spielte unter anderem fyell, bakllama, buzuq und Klarinette. Von einem saze mit der typischen Besetzung einschließlich bakllama ließ sich auch die albanische Roma-Sängerin Hafize Leskoviku (um 1885 – um 1965) begleiten. Eine weitere Roma-Sängerin aus Korça, die ihre Lieder solo und mit saze-Begleitung vortrug, war Qerimeja (um 1898–1968). Sie sang Frauenlieder und Liebeslieder bei Hochzeiten speziell für Frauen. Anfang der 1930er Jahre wurden ihre von einem saze begleiteten Lieder beim Label His Master’s Voice veröffentlicht. Mitte des 20. Jahrhunderts wurden die modernen Volkslieder dieser städtischen Folklore mit einigen traditionellen Instrumenten um Korça këngë popullore und die Ensembles orkestrina popullore benannt. Sie traten mit ihrem umfangreichen Repertoire auf Bühnen, im Rundfunk und im Fernsehen auf.
Daneben gründeten im 19. Jahrhundert in den Städten Südalbaniens Amateurmusiker Gruppen, die im allgemeinen osmanischen Stil oder in regionalen Stilen Lieder sangen, begleitet von der bakllama, der buzuq oder der arabischen Laute ud. Anfang des 20. Jahrhunderts ging deren Beliebtheit allmählich zugunsten europäischer Musikinstrumente wie Gitarre, Violine, Mandoline und Akkordeon zurück. Mit diesen Instrumenten wurde nunmehr ein städtischer Liedtyp (këngë qytetare) auf der Basis der europäischen gleichstufigen Stimmung gespielt.
Nachdem der 1770 in Nordgriechenland geborene Muhammad Ali Pascha, der mutmaßlich albanische Wurzeln hatte, im Jahr 1805 zum Gouverneur der osmanischen Provinz Ägypten ernannt wurde, begann sich eine beträchtliche albanische Gemeinde in Ägypten anzusiedeln. Die Albaner stammten aus allen Landesteilen und waren Christen oder Muslime. Nach einem Bericht des albanischen, nahe Korça geborenen Schriftstellers Spiro Dine (1846–1922), der 1866 nach Ägypten emigrierte, wurde zu seiner Zeit ein reges albanisches Kulturleben gepflegt, mit Liedern und Tänzen, begleitet von bozuq, tambura und bakllama, die überall erklangen – „wie in Albanien“, so schreibt er.